# Чемпіонат УРСР із шахів 1972 (жінки)
32-й чемпіонат України із шахів серед жінок, що проходив в Одесі з 6 по 22 травня 1972 року.

## Загальна інформація про турнір
Турнір проходив за коловою системою за участі 14 шахісток.
Після двох турів лідерство захопила майстер спорту Ідельчик (Харків). У першому турі вона перемогла Наву Гордон (Одеса). У другому турі партія між першорозрядницею Олександрою Чорною (Одеса) та кандидатом у майстри Любов Щербиною (Севастополь) закінчилася перемогою кримчанки.
На початку турніру через хворобу з турніру вибула дворазова чемпіонка України Олена Малинова. Відповідно до правил, результати спортсменки, яка не зіграла половину партій, анулюються. Внаслідок чого важливі очки втратили Любов Щербина та Нава Гордон.
Після 5 турів лідирувала Морозова — 4 очки, Ідельчик — 3½ очки. Після 7 турів: Ідельчик — 5½ очок, Єліна — 5 очок, Острій — 4½ очка.
За підсумками восьми турів упевнено лідирувала Любов Ідельчик, у неї було 6½ очка з 8 можливих. Помітно поліпшила своє становище Нава Гордон, яка набрала в чотирьох останніх турах 4 очка, й Олена Єліна, котра виграла підряд три партії. У них по 5 очок з 7 можливих. Тетяна Морозова, яка відмінно стартувала, тричі поспіль поступилася, і тільки в крайньому турі перемогла міжнародного майстра Ольгу Андреєву.
На фініші турніру Л.Ідельчик в трьох останніх партіях здобула лише ½ очка (нічия у партії з О.Єліною). І перед останнім 14-им туром харків'янка, зігравши всі свої партії, була попереду маючи в активі 8 очок з 13 можливих, її найближчі суперниці О.Андреєва та О.Єліна мали по 7½ очка з 12 можливих.
В останньому турі міжнародний майстер з Харкова Ольга Андреєва перемогла Риту Гершунську (Київ). Набравши 8½ із 12 можливих очок Андреєва вчетверте стала чемпіонкою України.
Друге-третє місця розділили майстер спорту Любов Ідельчик та дебютантка першостей республіки Олена Єліна, яка в останньому турі в напруженій боротьбі виграла в аутсайдера турніру Євгенії Кицак. На четвертому місці розташувалася Любов Щербина. П'яте місце посіла Тетяна Морозова, яка за додатковим коефіцієнтом обійшла Ірину Розенцвайг (у них по 7 очок).
Перші п'ятеро шахісток за підсумками турніру отримали право участі у півфіналі першості СРСР.
Олена Єліна єдиною серед учасниць турніру підвищила свій спортивний розряд, виконавши норму кандидата у майстри спорту.
На турнірі було зіграно 84 партії, з яких 65 закінчилися перемогою однієї зі сторін (77,3 %), а 19 партій завершилися внічию.

## Турнірна таблиця
| №  | Учасник           | Місто           | 1                              | 2                              | 3                              | 4                              | 5                              | 6                              | 7                              | 8                              | 9                              | 10                             | 11                             | 12                             | 13                             |  | + | − | = | Очки | Місце  |
| -- | ----------------- | --------------- | ------------------------------ | ------------------------------ | ------------------------------ | ------------------------------ | ------------------------------ | ------------------------------ | ------------------------------ | ------------------------------ | ------------------------------ | ------------------------------ | ------------------------------ | ------------------------------ | ------------------------------ |  | - | - | - | ---- | ------ |
| 1  | Ольга Андреєва    | Харків          |                                |                                | 1                              |                                | 0                              |                                |                                |                                | 1                              | 1                              |                                |                                |                                |  |   |   |   | 8½   | Gold   |
| 2  | Олена Єліна       | Дніпропетровськ |                                |                                | ½                              |                                |                                |                                |                                |                                |                                |                                | 1                              |                                | 1                              |  |   |   |   | 8    | Silver |
| 3  | Любов Ідельчик    | Харків          | 0                              | ½                              |                                |                                |                                |                                |                                | 0                              |                                | 1                              | 1                              |                                |                                |  |   |   |   | 8    | Silver |
| 4  | Любов Щербина     | Севастополь     |                                |                                |                                |                                |                                |                                |                                |                                |                                | 1                              |                                |                                |                                |  |   |   |   | 7½   | 4      |
| 5  | Тетяна Морозова   | Львів           | 1                              |                                |                                |                                |                                |                                | 1                              | 1                              | 1                              |                                |                                | 0                              |                                |  |   |   |   | 7    | 5      |
| 6  | Ірина Розенцвайг  | Львів           |                                |                                |                                |                                |                                |                                |                                |                                |                                |                                |                                |                                |                                |  |   |   |   | 7    | 6      |
| 7  | Олена Квятковська | Харків          |                                |                                |                                |                                | 0                              |                                |                                |                                |                                |                                |                                |                                |                                |  |   |   |   | ?    | ?      |
| 8  | Ірина Острій      | Київ            |                                |                                | 1                              |                                | 0                              |                                |                                |                                |                                |                                |                                |                                |                                |  |   |   |   | ?    | ?      |
| 9  | Рита Гершунська   | Київ            | 0                              |                                |                                |                                | 0                              |                                |                                |                                |                                |                                | 1                              |                                |                                |  |   |   |   | ?    | ?      |
| 10 | Олександра Чорна  | Одеса           | 0                              |                                | 0                              | 0                              |                                |                                |                                |                                |                                |                                |                                |                                |                                |  |   |   |   | ?    | ?      |
| 11 | Нава Гордон       | Одеса           |                                | 0                              | 0                              |                                |                                |                                |                                |                                | 0                              |                                |                                |                                | 1                              |  |   |   |   | ?    | ?      |
| 12 | Тетяна Кир'янова  | Харків          |                                |                                |                                |                                | 1                              |                                |                                |                                |                                |                                |                                |                                |                                |  |   |   |   | ?    | ?      |
| 13 | Євгенія Кицак     | Фастів          |                                | 0                              |                                |                                |                                |                                |                                |                                |                                |                                | 0                              |                                |                                |  |   |   |   | ?    | 13     |
| 14 | Олена Малинова    | Київ            | вибула з турніру через хворобу | вибула з турніру через хворобу | вибула з турніру через хворобу | вибула з турніру через хворобу | вибула з турніру через хворобу | вибула з турніру через хворобу | вибула з турніру через хворобу | вибула з турніру через хворобу | вибула з турніру через хворобу | вибула з турніру через хворобу | вибула з турніру через хворобу | вибула з турніру через хворобу | вибула з турніру через хворобу |  |   |   |   |      |        |